# Bonnyrigg
Bonnyrigg ist eine Kleinstadt in der schottischen Council Area Midlothian. Sie liegt rund zehn Kilometer südöstlich des Zentrums von Edinburgh im Dreieck zwischen Dalkeith, Newtongrange und Loanhead zwischen den Flüssen North Esk und South Esk.

## Geschichte
Bonnyrigg wuchs mit dem Bergbau, der dort noch bis in die 1920er Jahre betrieben wurde. Trotzdem wurde die Stadt in den 1880er Jahren als sauber und freundlich beschrieben und von Edinburgher Familien für sommerliche Erholungsaufenthalte genutzt. Die Gebäude im Stadtzentrum stammen noch im Wesentlichen aus dem 19. Jahrhundert. Eine ehemalige Teppichfabrik wurde im Jahre 1994 abgerissen.
Zwischen 1861 und 1881 wuchs Bonnyrigg rasch. Die Einwohnerzahl stieg in diesem Zeitraum von 898 auf 2060 an. Die setzte sich im 20. Jahrhundert fort, sodass im Jahre 2011 15667 Einwohner gezählt wurden. Damit hat sich die Einwohnerzahl seit 1961 (6333) mehr als verdoppelt.

## Verkehr
Die A7 (Edinburgh–Carlisle) verläuft direkt östlich von Bonnyrigg. Im Norden ist die Stadt sowohl durch die Südumfahrung von Edinburgh (A720) als auch durch die A768 (Dalkeith–Loanhead) an das Fernstraßennetz angeschlossen. Bereits im 19. Jahrhundert wurde die Stadt an das Eisenbahnnetz angeschlossen. Sie verfügte über einen eigenen Bahnhof entlang der nach Galashiels führenden Peebles Railway, die östlich in Eskbank (heute zu Dalkeith) in die Waverley Line einmündete. Der Flughafen Edinburgh liegt rund 17 km nordwestlich.